# دری کورفه
دری کورفه (انگلیسی: Deri Corfe؛ زادهٔ ۳ مارس ۱۹۹۸) بازیکن فوتبال اهل بریتانیا است.